# Vestfold Island
Vestfold Island ist eine kleine Insel vor der Südgeorgiens. Sie bildet die nordwestliche Begrenzung der Einfahrt zur Bucht Larvik.
Das UK Antarctic Place-Names Committee benannte sie 1982 benannte sie nach dem norwegischen Walfangunternehmen Vestfold A/S, das etwa ab 1920 eine Walfangstation am Stromness Harbour betrieben hatte.